# Hästmannen (film)
Hästmannen är en svenskfinländsk dokumentärfilm från 2006 i regi av Peter Gerdehag och Tell Johansson.

## Handling
Filmen handlar om hästbonden Stig-Anders Svensson (född 1945) som lever sitt liv i sin lilla stuga i byn Råskog på det småländska höglandet. Där brukar han jord, skog och djur på gammaldags sätt utan hjälp av maskiner eller några moderna redskap. På sin gård har Svensson flera djur, bland annat tre ardennerhästar, som han använder i arbetet på gårdens åkrar och skogar.

## Om filmen
Filmen producerades av Johan Miderberg för produktionsbolaget Gerdehag Photography AB, i samproduktion med Oy Yleisradio AB och Sveriges Television AB. Filmen mottog produktionsstöd från Stiftelsen Svenska Filminstitutet. Filmen regisserades av Peter Gerdehag och Tell Johansson och spelades in efter ett manus av Johansson med Gerdehag som fotograf. Den klipptes sedan samman av Johansson. Musiken komponerades av Escapisimo.
Premiären ägde rum den 10 november 2006 på olika orter i Sverige, bland annat på Tempo dokumentärfestival i Stockholm. Filmen gavs ut på hyr-DVD den 14 februari 2007 och till försäljning den 16 februari 2007. Den 14 december 2011 utgavs den som en del av DVD-boxen Fyra fantastiska filmer av Peter Gerdehag & Tell Aulin. Filmen har också visats i Sveriges Television vid ett flertal tillfällen.
Gerdehag blev 2007 nominerad till en Guldbagge i kategorin bästa foto för Hästmannen.

## Uppföljning
I januari 2014 hade en uppföljare till filmen premiär, Hästmannen – sista striden. Filmen visades i Sveriges Television den 25 september 2014.